# Franciszek Fischoeder
Franciszek Fischoeder (ur. 11 lutego 1865 w Lubawie, zm. 6 kwietnia 1930 w Warszawie) – polski lekarz weterynarii, filozof.

## Życiorys
Urodził się w rodzinie Franciszka i Zuzanny Fischoederów. Ukończył gimnazjum w Lubawie lub Chełmnie. Dyplom lekarza weterynarii uzyskał w Akademii Weterynaryjnej w Berlinie w roku 1887, doktorat filozofii w Królewcu w roku 1900. Początkowo pracował w Hamburgu jako państwowy (pruski) lekarz weterynarii. W okresie od lipca 1890 do 31 stycznia 1897 był dyrektorem i lekarzem Zakładowego Weterynaryjnego Inspektoratu Sanitarnego przy Zakładach Mięsnych w Bydgoszczy. Następnie pracował jako Powiatowy Lekarz Weterynarii w Jarocinie, Morągu i Królewcu. Przed I wojną światową zajmował poważne stanowisko w pruskiej administracji weterynaryjnej – radcy regencyjnego w Gąbinie. Od roku 1913 był kierownikiem Instytutu Bakteriologicznego w Królewcu. W 1921 był współzałożycielem spółki „Serohygiea” Towarzystwo Akcyjne w Poznaniu, które produkowało m.in. surowice i szczepionki dla zwierząt hodowlanych. Po odzyskaniu przez Polskę niepodległości początkowo był naczelnikiem wydziału weterynaryjnego b. Dzielnicy Pruskiej. Z chwilą unifikacji i zlikwidowania ministerstwa b. Dzielnicy Pruskiej przeszedł do Ministerstwa Rolnictwa w Warszawie, w którym latach 1924–1930 był dyrektorem departamentu weterynaryjnego. Zajmował się opracowaniem podstawowych ustaw regulujących zwalczanie zaraźliwych chorób zwierzęcych, m.in. był autorem i koordynatorem rozporządzenia Prezydenta Rzeczypospolitej z dnia 22 sierpnia 1927 r., które określało kompetencje i zakres postępowania organów administracyjnych dotyczące zwalczania chorób zakaźnych zwierząt, środki zapobiegające przenoszeniu chorób zakaźnych zwierząt z zagranicy czy też podejmowane w celu ochrony Polski przed rozprzestrzenianiem się chorób zakaźnych.
W 1895 w Berlinie wydał podręcznik Leitfaden der praktischen Fleischbeschau (Podręcznik praktycznego badania mięsa), który doczekał się 7 wydań. Prowadził także powszechne badania zwierząt rzeźnych i mięsa. Był autorem licznych prac o pasożytach zwierzęcych i wągliku, m.in. w 1928 Przepisy o zwalczaniu zaraźliwych chorób zwierzęcych.
Zmarł w Warszawie. Pochowany na cmentarzu Starofarnym przy ul. Grunwaldzkiej w Bydgoszczy.

## Ordery i odznaczenia
- Krzyż Komandorski Orderu Odrodzenia Polski (10 listopada 1927)[7]
- Krzyż Oficerski Orderu Odrodzenia Polski (31 grudnia 1923)[8]
- Komandor Orderu Legii Honorowej (Francja)[1]